# Au clair de la Lune (film)
Ne doit pas être confondu avec Clair de lune (film).
Pour les articles homonymes, voir Clair de lune (homonymie).
Pour plus de détails, voir Fiche technique et Distribution.
Au clair de la Lune est un film québécois réalisé par André Forcier, sorti en 1983.

## Synopsis
Frank, un albinos qui s'ennuie de son paradis perdu, le pays de l'Albinie, rencontre Bert, un pauvre naïf souffrant d'arthrose, et lui fait du cinéma en lui racontant l'histoire inventée de son utopie. Bert, rêveur, en oubliera tous ses maux et pourra reconquérir son titre de champion au Moon Shine Bowling.

## Commentaire
Au clair de la lune marque un virage important dans l'œuvre de Forcier et, d'une certaine manière aussi, un retour à la facture poétique et surréaliste de son premier long métrage : Le retour de l'Immaculée-Conception. Forcier entreprend quelque chose de merveilleux (et de rare) : il crée une mythologie d'essence québécoise, qui se retrouvera aussi dans Kalamazoo (1988).
Utilisant pour la première fois la voix-off dans un de ses films, Forcier, et son personnage alter-ego Frank (lui aussi créateur), introduit le conte fantastique dans le cinéma québécois.

## Fiche technique
- Titre : Au clair de la lune
- Réalisation : André Forcier
- Scénario : André Forcier, Jacques Marcotte, Michel Pratt, Guy L'Écuyer, Michel Côté et Bernard Lalonde
- Photographie : André Gagnon, François Gill
- Musique : Joël Bienvenue
- Montage : François Gill
- Distribution des rôles : Lise Abastado
- Décors : Gilles Aird
- Costumes : François Laplante
- Production : Jean Dansereau, Bernard Lalonde, Louis Laverdière et Marthe Pelletier
- Genre : Comédie dramatique
- Format : 35 mm, couleur, 92 minutes
- Date de sortie : 3 mars 1983

## Distribution
- Guy L'Écuyer : Albert
- Michel Côté : François
- Pierre Giard : Dragon
- Marcel Fournier : Dragon
- Gilles Lafleur : Dragon
- Yvon Lecompte : Dragon
- Lucie Miville : Leopoldine Dieumegarde
- Robert Gravel : Maurice Dieumegarde
- Michel Gagnon : Le Philosophe
- Gaston Lepage : Ti-Kid-Radio
- Michel Daigle : Le restaurateur
- J. Léo Gagnon : Alfred
- Élise Varo : Margot
- Louise Gagnon : Linda
- Roger Turcotte : La voix du Moon Shine Bowling
- Émile Brochu : Émile
- Marc Gélinas : Quilleur
- Richer Francoeur : Quilleur
- Jacques Girard : Quilleur (as Jackson Girard)
- Charlie Beauchamp : Un maniaque
- Stéphane L'Écuyer : Un maniaque
- Dino Des Laurentides : Un maniaque
- Gros-Louis : Un maniaque

## Restauration
En mai 2023, Téléfilm Canada annonce que le film sera restauré.